# Géco-Herstal
Géco-Herstal is een Belgisch historisch merk van motorfietsen.
De bedrijfsnaam was: Ets. Gérkinet & Co., Jeumont, Nord.
Hoewel Géco een Franse fabriek was, werd er nauw samengewerkt met Gillet Herstal in België.
Aanvankelijk maakte Géco zelfstandig zijklep-eencilinders van 173 en 346 cc en de Harlette-Géco-tweetakten. Gillet kocht het bedrijf in 1927 op om de Franse invoerrechten te omzeilen. Gérkinet kreeg uit België de blokken en de kale frames en mocht zelf de spatborden, tanks en accessoires produceren. Deze machines werden in Frankrijk als "Gillet-Herstal" verkocht. Deze naam werd gekozen om verwarring met het Franse merk René Gillet te voorkomen.
Om het nog ingewikkelder te maken produceerde Gérkinet ook nog de Géco-Herstal machines die niets met Gillet Herstal te maken hadden. Dit waren eigen frames met daarin Zürcher-inbouwmotoren van 175, 250 en 350 cc.
Géco-Herstal was uit economische overwegingen ontstaan, maar juist de beurskrach van 1929 maakte vervroegd een einde aan deze constructie.